# ایستگاه راه‌آهن گبزه
ایستگاه راه‌آهن گبزه (ترکی استانبولی: Gebze garı) یک ایستگاه راه‌آهن در شهر گبزه، ترکیه است که در مسیر قطار تندرو آنکارا–استانبول قرار دارد.
این ایستگاه که در سال ۱۸۷۳ تاسیس شده در قسمت شرقی تونل مارمارای واقع شده و شهرهای آنکارا، قونیه، ازمیت و اسکی‌شهر سرویس‌دهی قطار تندرو دارد.